# Leonardo Torriani

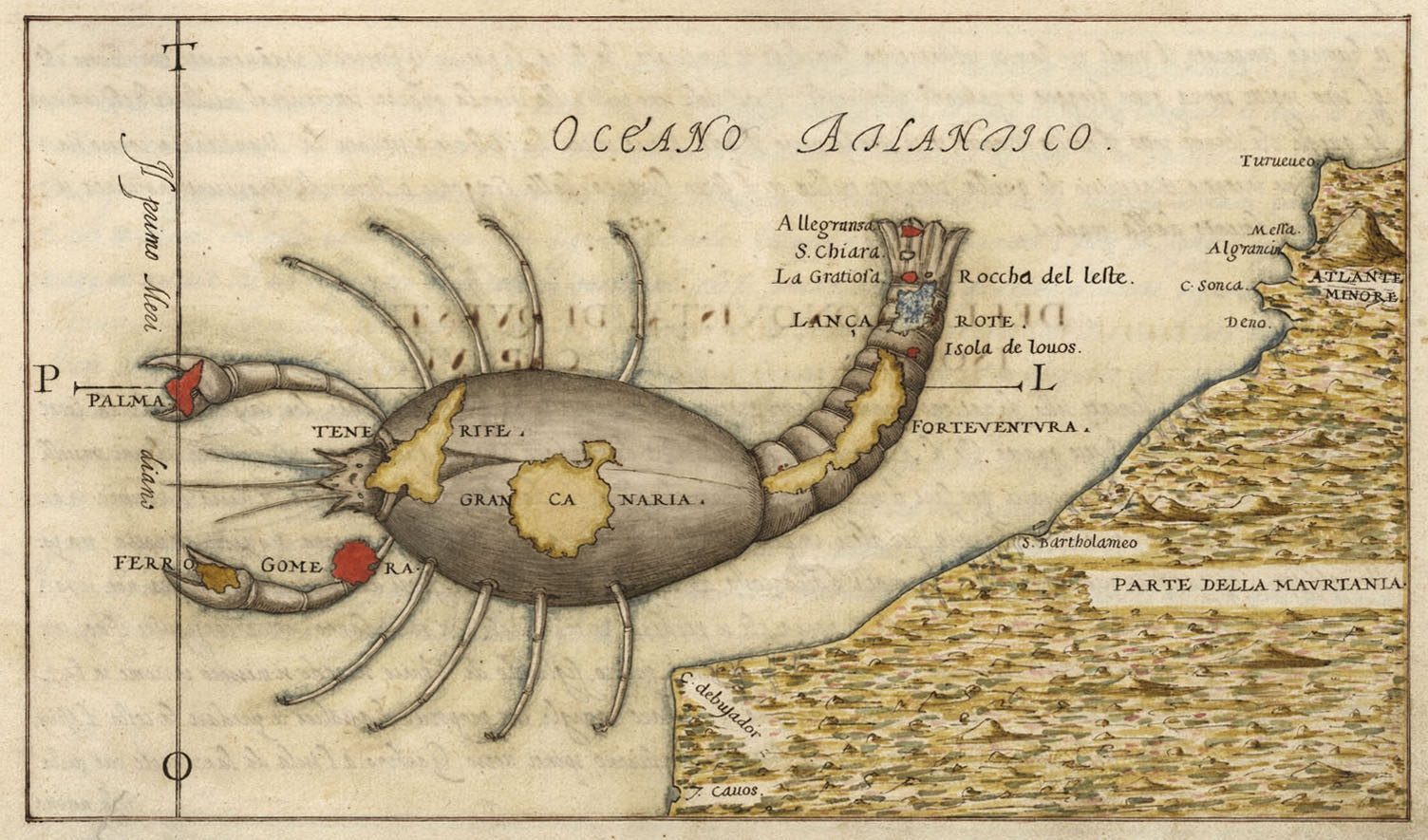
Die Kanarischen Inseln im Zeichen des Krebses
Karte der Kanarischen Inseln von Leonardo Torriani

Leonardo Torriani, auch Leonardo Turriano (* um 1560 in Cremona; † 1628 in Lissabon), war ein italienischer Festungsbaumeister, der vorwiegend in Spanien und Portugal tätig war. Seine Descrittione et historia del regno de l'isole Canarie gilt als eine bedeutende Arbeit zum Verständnis der Geschichte der Kanarischen Inseln.

## Familie
Leonardo Torriani stammte aus einer alten, in der Lombardei eingesessenen Familie. Sein Vater war Bernhardo Torriani. Eine zumindest entfernte Verwandtschaft mit dem Uhrmacher, Mechaniker und Automatenbauer Juanelo Turriano ist zwar wahrscheinlich, kann aber nicht nachgewiesen werden.
Leonardo Torriani war mit María Manoel verheiratet. Mit ihr hatte er die Söhne, Diego Turriano der wie sein Vater ab 1630 die Stelle eines obersten Ingenieurs des Königreiches Portugals innehatte und João, Benediktinerbruder, Lehrer für Mathematik an der Universität Coimbra und angesehener Architekt. Die Töchter Joanna und Catharina traten als Nonnen in Klöster unter dem königlichen Patronat ein.

## Leben
Als Mann der Renaissance bekam Torriani eine fächerübergreifende Ausbildung. Geometrie, Zeichnen, Mathematik, Physik, Medizin, Geschichte Philosophie, Musik, Recht, Astrologie und Astronomie wurden damals für die Ausbildung eines Architekten als notwendig empfunden. Genauere Informationen über den Ort seiner Studien sind nicht bekannt.
Im Jahr 1582 arbeitete er am Hof des Kaisers Rudolf II. in Prag. Von dort reiste er nach Madrid, wo er von König Philipp II. zum Ingenieur auf der Insel La Palma ernannt wurde. Von August 1584 bis zum Sommer 1586 war er auf La Palma tätig. Dort kümmerte er sich in erster Linie um Einrichtungen zum Schutz des Hafens von Santa Cruz de La Palma. Nach einem Aufenthalt am Hof des Königs kehrte er im August 1587 auf die Kanarischen Inseln zurück. Er hatte die Aufgabe dort alle Verteidigungsanlagen zu besichtigen und Vorschläge zu entwickeln wie das Verteidigungssystem der Inselgruppe zu vervollständigen sei. Er begann seine Untersuchungen auf der Insel La Palma, die er Ende des Jahres 1587 verließ. Auf Teneriffa verbrachte er sechs Monate. Im Juni 1588 kam er nach Las Palmas de Gran Canaria. Hier verbrachte er die folgenden fünf Jahre. Er war dort ein angesehenes Mitglied der örtlichen Bildungselite, zu der auch eine Reihe historisch interessierter Schriftsteller gehörte, deren Werke in seinen Arbeiten zitiert werden. In dieser Umgebung fasste er seine auf den Inseln erlangten Kenntnisse und Eindrücke in einem Bericht zusammen, der in der spanischsprachigen Literatur meist kurz als „Descripción de las Canarias“ oder „Descrittione“ bezeichnet wird.
Nach seiner Rückkehr nach Spanien wurde er mit der Überprüfung der Verteidigungsanlagen von Mazalquivir in Nordafrika, von Cartagena und anderer Städte in Spanien und Portugal beauftragt. 1596 begab er sich nach Portugal um die Arbeiten an der Befestigungsanlage von Viana weiterzuführen. Ab dieser Zeit verlagerte sich das Leben Torrianis, von kurzen Unterbrechungen durch Besuche in Galicien abgesehen, wo er die Befestigungsanlagen von El Ferrol und die Mauern von La Coruña beurteilen sollte, nach Portugal. Er erstellte Entwürfe zur Lösung der grundlegenden Probleme der Verteidigung Lissabons, sowohl der nahen Berge und, vor allen Dingen, im Bezug auf die Mündung des Tejos.
Nach dem Tod des Filippo Terzi wurde Torriani 1598 zum Generalarchitekten und obersten Ingenieur des Königreiches Portugal ernannt. Zusammen mit Baltasar Alvares leitet er die Arbeiten an der Kirche des Klosters von São Vicente da Fora. Darüber hinaus war er an Gutachten über die Wasserversorgung Lissabons und an bedeutenden Arbeiten der Zivilarchitektur Lissabons beteiligt. Im Jahr 1623 war er in Andalusien, um dort die Möglichkeit des Baus eines Kanals zwischen dem Guadalquivir und dem Guadalete zu untersuchen.
Leonardo Torriani starb im Jahr 1628 im Alter von 69 Jahren in Lissabon.

## Werke
Von Leonardo Torriani sind verschiedene Berichte und andere Schriftstücke erhalten. Sie befinden sich größtenteils im Archivo General de Simancas. Ein Exemplar der Arbeit mit dem Titel „Alla Maesta del Re Catolico, descrittione et historia del regno de l'isole Canarie gia dette le Fortvnate con il parere delle loro fortificationi Di Leonardo Torriani cremonese“ wird in der Bibliothek der Universität Coimbra aufbewahrt. Die in der spanischsprachigen Literatur meist kurz als „Descripción de las Canarias“ bekannte Arbeit wurde von Torriani vermutlich in den letzten Monaten seines Aufenthaltes auf der Kanarischen Inseln angefertigt. Es ist eine systematisierte Zusammenstellungen und Überarbeitung von Entwürfen und Berichten, die er während seiner Zeit auf den Inseln an den königlichen Hof geschickt hatte. Das heute bekannte Exemplar ging nach dem Tod seines Sohnes mit anderen Büchern an das Kloster São Bento und von dort an die Universität Coimbra. Der österreichische Forscher Dominik Josef Wölfel veröffentlichte 1940 in Leipzig zum ersten Mal Teile des im Original italienischsprachigen Textes mit einer deutschen Übersetzung. Das Interesse an dem Thema war in Deutschland zur Zeit des Zweiten Weltkrieges recht gering. In Spanien bzw. auf den Kanarischen Inseln hat es von der Veröffentlichung des italienischen Originaltextes mit einer deutschen Übersetzung nur sehr wenige Exemplare gegeben. Eine Grundlage der heutigen Forschung ist die 1959 erschienene Übersetzung des Werkes in die kastilische Sprache durch Alejandro Cioranescu.